# Port lotniczy Nikunau
Port lotniczy Nikunau (ICAO: NIG, ICAO: NGNU) – port lotniczy położony na atolu Nikunau, w Kiribati.